# Beilschmiedia miersii
Beilschmiedia miersii és una espècie de planta de la família de les Lauràcies, endèmica del centre de Xile. És un arbre perenne que es troba a llocs oberts. És una espècie que s'usa com a planta ornamental, i els fruits són utilitzats per a alimentar els porcs.